# One on One (película 2014)
One on One (en hangul, 일대일; literalmente, «Il-dae-il») es una película surcoreana de 2014 dirigida por Kim Ki-duk. Debutó en el 11.º Venice Days del 71st Venice International Film Festival.
Durante el Busan International Film Festival del 2014, Kim dijo en una entrevista que la película "esta basada en un incidente ocurrido en años recientes amenazando los derechos  democráticos, pero nadie ― ni críticos del cine o periodistas ― han escrito una reseña de la película mencionando esto" entonces él ofreció 10 millones de wons para aquel que lo adivinara correctamente.

## Sinopsis
El 9 de mayo, una estudiante de preparatoria llamada Oh Min-ju es brutalmente asesinada. Posteriormente, los siete sospechosos del crimen son cazados por 7 miembros de un grupo terrorista llamado "Shadow."

## Elenco
- Ma Dong seok como Líder de Shadow.[8]
- Kim Young-min como Oh Hyeon.
- Lee Yi-kyung como Shadow 1.[9]
- Jo Dong-in como Shadow 2.
- Teo Yoo como Shadow 3.
- Ahn Ji-hye como Shadow 4.
- Jo Jae-ryong como Shadow 5.
- Kim Joong-ki como Shadow 6.
- Joo Hee-joong como Jeong Yi-se.
- Choi Gwi-hwa como Oh Ji-ha.[10]
- Hwang Geon como Oh Jeong-taek.
- Yoo Yeon-soo como Jin Ho-seong.
- Son Jong-hak como Byeon Oh-gu.
- Lim Hwa-young como Ji-hye.
- Kim Jong-gu como general.
- Lee Eun-woo como esposa de Oh Ji-ha.